# Westfalentarif

Logo des WestfalenTarifs

Der Westfalentarif (WT) ist ein Tarifverbund des öffentlichen Personenverkehrs in Nordrhein-Westfalen. Er umfasst den Bereich des Zweckverbandes Nahverkehr Westfalen-Lippe (NWL) und grenzt an den Verkehrsverbund Rhein-Ruhr (VRR), den Verkehrsverbund Rhein-Sieg (VRS), an die Länder Niedersachsen, Hessen und Rheinland-Pfalz sowie an die Niederlande und die dortigen Verkehrsverbünde. Nach dem Verkehrsverbund Berlin-Brandenburg (VBB) und dem Verkehrsverbund Großraum Nürnberg (VGN) ist es der flächenmäßig drittgrößte Tarifraum Deutschlands.
Der Verbund bildet einen der vier Tarifräume in Nordrhein-Westfalen. Neben den Tarifverbünden besteht ein Landestarif (NRW-Tarif), der nur für Reisen zwischen diesen Tarifräumen angewendet wird.

## Geschichte
Die Verbandsversammlung des NWL hat im Oktober 2011 erste Voraussetzungen für einen Westfalentarif geschaffen. Daraufhin wurde ein Projektbüro bei der OWL Verkehr GmbH in Bielefeld eingerichtet. Im August 2013 konnten bereits einige Tarifharmonisierungen vorgenommen und eine Schülerfreizeitkarte („FunTicket“) sowie ein Jobticket für ganz Westfalen-Lippe eingeführt werden. Die zunächst genannten Startzeitpunkte 2015 bzw. 2016 konnten jedoch nicht gehalten werden. 2017 wurde eine Verbundgesellschaft (Westfalentarif GmbH) mit Sitz in Bielefeld gegründet. Der Verbundstart erfolgte nach rund fünf Jahren Planung am 1. August 2017.
Der Westfalentarif löste die Tarife der Verkehrsgemeinschaft Ruhr-Lippe („Ruhr-Lippe-Tarif“), der Verkehrsgemeinschaft Münsterland („Münsterland-Tarif“), der Verkehrsgemeinschaft Westfalen-Süd, des Nahverkehrsverbundes Paderborn-Höxter („Hochstift-Tarif“) und der OWL Verkehr GmbH („der Sechser“) ab. Außerdem  ersetzte er zwischen diesen Bereichen den NRW-Tarif.

## Tarifmodell

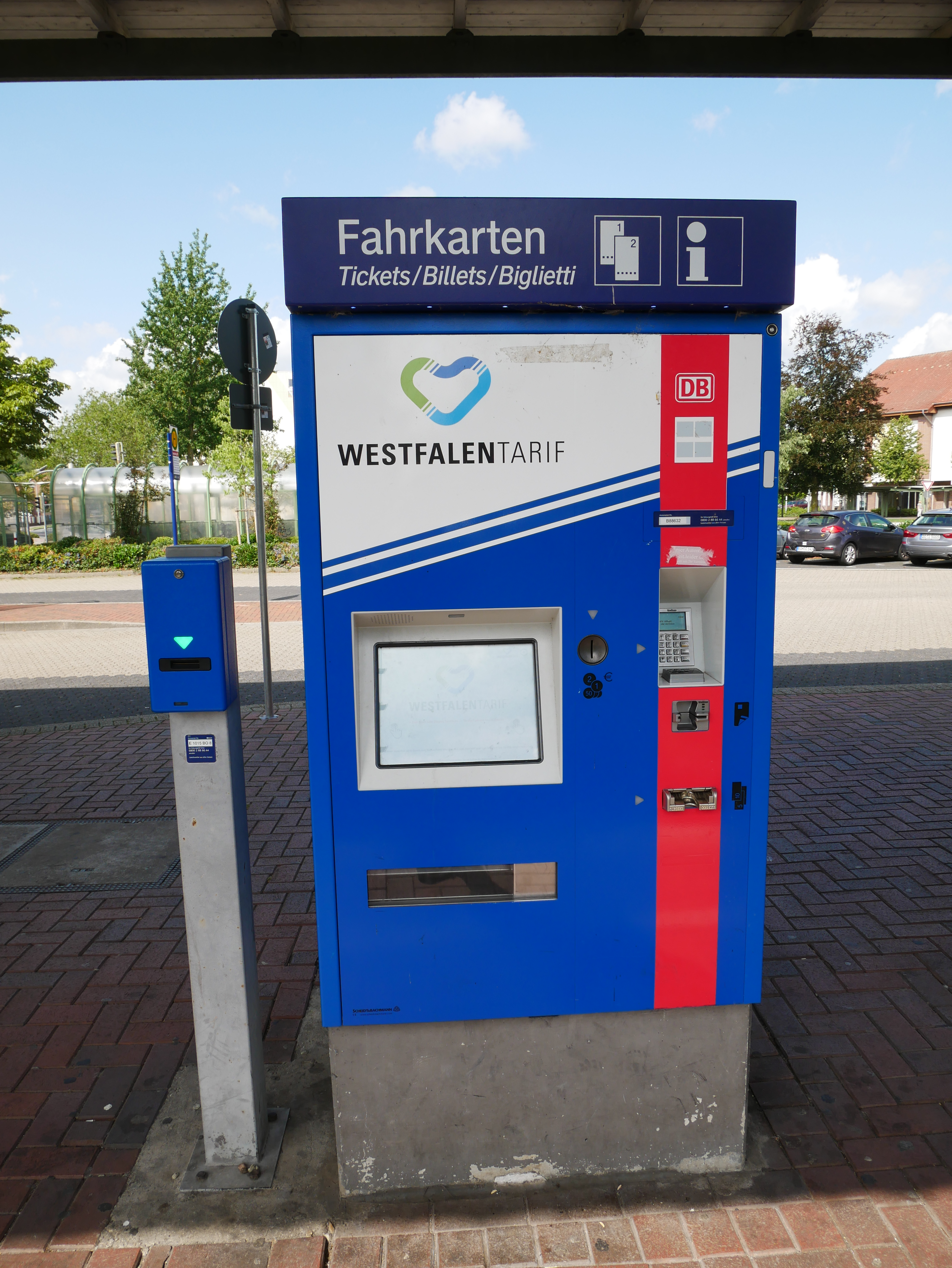
Ein Fahrkartenautomat im Design des Westfalentarifes am Bocholter Bahnhof

Der Westfalentarif (WT) mit rund 300 Tarifgebieten (entsprechen Gemeindegrenzen) ist regional aufgebaut und umfasst die Regionen Ostwestfalen-Lippe (geteilt in den bisherigen „Der Sechser“ mit neuer Bezeichnung „TeutoOWL“ T und Paderborn/Höxter H), Münsterland (M), Ruhr/Lippe (Kennung ebenfalls M) sowie Südwestfalen (S). Allgemeine Preisstufen sind 1 bis 11, wobei 11 eine Netzwirkung für Westfalen besitzt. In den fünf weiterhin bestehenden Verbundregionen gibt es teils unterschiedliche Tarifangebote für die Preisstufen bis höchstens 10. Diese tragen jeweils die zusätzliche Bezeichnung T, H, M oder S (Beispiel: 6T). Zusätzlich gibt es Stadtpreisstufen (0) und Kurzstreckentickets (K).
Die Preisstufen 7T, 6H, 5S und 9M (Münsterland) bzw. 10M (Ruhr/Lippe) haben für Tages-/ Zeittickets in den jeweiligen Tarifregionen Netzwirkung. Zeitkarten können durch stark ermäßigte Anschlusstickets bis zur Netzpreisstufe 11 erweitert werden, ausgenommen hiervon sind Tagestickets. Das 9-Uhr-Tagesticket orientiert sich mit der Höchstpreisstufe 11 am „SchönerTagTicket“ des NRW-Tarifs (ca. 30 € in der Single-Version). Ganztagstickets sind teurer als zwei Einzeltickets. Wie in allen NRW-Verbünden können Hunde kostenlos mitgenommen werden, für Fahrräder ist ein „FahrradTagesTicket“ nötig (Ausnahme: bei Tagestickets ist ein Fahrrad inbegriffen).
Der Westfalentarif gilt in allen Bussen, Stadtbahnen sowie in den Nahverkehrszügen im Tarifgebiet. Auch die Intercity-Züge der Linie 34 mit Nahverkehrsfreigabe zwischen Dortmund und Siegen können in diesem Abschnitt mit  Fahrausweisen des Westfalentarifs genutzt werden. Für Nachtbusse werden in einigen Städten Zuschläge oder gesonderte Fahrkarten benötigt. Außerdem gelten durch moBiel verkaufte HandyTickets für das Stadtgebiet nur in Stadtbus und Stadtbahn, nicht in Regionalzügen. Vergünstigungen mit einer Bahncard der Deutschen Bahn werden nicht gewährt. 
Im Tarifgebiet gilt auch unter anderem das Deutschlandticket in allen Verkehrsmitteln. Das Quer-durchs-Land-Ticket ist in allen Nahverkehrszügen gültig.

## Verkehrsgebiet des Westfalentarifs
Das Verkehrsgebiet umfasst die Landesteile Westfalen und Lippe ohne die ausschließlich zum Bereich des Tarifverbundes Rhein-Ruhr (VRR) gehörenden Städte Bochum, Castrop-Rauxel, Gelsenkirchen, Hattingen, Herne, Herten, Marl, Recklinghausen und Sprockhövel.

### Netz Münsterland / Ruhr-Lippe (M)
(angeboten werden Netztickets „Münsterland“, „Ruhr-Lippe“ und „Netz Übergang“)
- kreisfreie Stadt Hamm
- kreisfreie Stadt Münster
- gesamter Kreis Borken
- gesamter Kreis Coesfeld
- gesamter Hochsauerlandkreis
- gesamter Märkischer Kreis
- gesamter Kreis Soest
- gesamter Kreis Steinfurt
- gesamter Kreis Unna
- gesamter Kreis Warendorf

### Netz TeutoOWL (T)
- kreisfreie Stadt Bielefeld
- gesamter Kreis Gütersloh
- gesamter Kreis Herford
- gesamter Kreis Lippe
- gesamter Kreis Minden-Lübbecke

### Netz Paderborn/Höxter (Hochstift, H)
- gesamter Kreis Paderborn
- gesamter Kreis Höxter

### Netz Südwestfalen (S)
- gesamter Kreis Olpe
- gesamter Kreis Siegen-Wittgenstein

## Beteiligte Verkehrsunternehmen
Folgende Verkehrsunternehmen wenden den Westfalentarif an:

### Eisenbahn
- Hessische Landesbahn
- Kurhessenbahn
- NordWestBahn GmbH (NWB)
- Start Niedersachsen Mitte
- DB Regio AG
- Keolis Deutschland GmbH & Co. KG/eurobahn
- National Rail GmbH
- WestfalenBahn GmbH

### Busunternehmen
- BVO Busverkehr Ostwestfalen GmbH
- go.on Gesellschaft für Bus- und Schienenverkehr mbH
- PaderSprinter GmbH
- Verbundgesellschaft Paderborn/Höxter mbH
- Weser-Egge-Bus GmbH & Co. KG
- BVR Busverkehr Rheinland GmbH
- EBR-Busreisen GmbH
- EVG Euregio-Verkehrsgesellschaft GmbH & Co. KG
- Gronemann GmbH
- Husmann Reisen GmbH
- Josef Kottenstedte GmbH
- Kraftverkehr Münsterland C. Weilke GmbH & Co. KG
- Regionalverkehr Münsterland GmbH
- StadtBus Bocholt GmbH
- Stadtwerke Münster GmbH
- Veelker GmbH & Co. KG
- Verkehrsgesellschaft Ahlen GmbH
- Verkehrsgesellschaft Breitenbach mbH & Co. KG
- Verkehrsgesellschaft der Stadt Rheine mbH
- Verkehrsbetrieb Wilhelm Schäpers GmbH & Co. KG
- WB Westfalen Bus GmbH
- MVG Märkische Verkehrsgesellschaft GmbH
- Regionalverkehr Ruhr-Lippe GmbH
- Stadtwerke Hamm GmbH
- Verkehrsgesellschaft Kreis Unna mbH
- Bünder Express H. Frentrup GmbH & Co. KG
- Karl Köhne Omnibusbetriebe GmbH
- Kommunale Verkehrsgesellschaft Lippe (KVG) mbH
- Minden-Herforder Verkehrsgesellschaft (mhv) mbH
- MKB-MühlenkreisBus GmbH
- moBiel GmbH
- Omnibusbetrieb Linke Lemgo GmbH
- OVG Omnibus-Verkehrs-Gesellschaft Bünde mbH & Co. KG
- Stadtverkehr Detmold (SVD) GmbH
- Stadtbus Gütersloh GmbH
- Stadtverkehrsgesellschaft Bünde mbH
- Stadtwerke Bad Salzuflen GmbH
- Stadtwerke Lemgo GmbH
- Stoffregen Omnibusbetrieb GmbH
- Teutoburger-Wald-Bus Rehm & Söhne GmbH & Co. KG
- Transdev Ostwestfalen GmbH
- VlothoBus GmbH
- W. Wellhausen GmbH & Co. KG
- WWB WeserWerreBus GmbH
- Verkehrsbetriebe Westfalen-Süd GmbH
- Verkehrsgemeinschaft Westfalen-Süd

## Übergangsbereiche

### Rhein-Ruhr
1. Anwendung auf allen Linien im Übergang, Binnenverkehr VRR
- kreisfreie Stadt Dortmund
- kreisfreie Stadt Hagen
- Ennepe-Ruhr-Kreis
  - Breckerfeld
  - Ennepetal
  - Gevelsberg
  - Herdecke
  - Schwelm
  - Witten
  - Wetter (Ruhr)
- Kreis Recklinghausen
  - Datteln
  - Haltern am See
  - Oer-Erkenschwick
  - Waltrop

2. Anwendung auf ein- bzw. ausbrechenden Buslinien im Übergang, Binnenverkehr VRR
- Kreis Recklinghausen
  - Dorsten

### Oberbergischer Kreis
Anwendung auf ein- bzw. ausbrechenden Buslinien im Übergang, Binnenverkehr VRS
- Radevormwald
- Wipperfürth

### Niedersachsen

#### Kreisfreie StadtOsnabrück
Anwendung auf Bahn- und Buslinien im Tarifgebiet Osnabrück/Belm (im Binnenverkehr Tarif der VOS).

#### Landkreis Osnabrück
1. Anwendung auf den Bahnstrecken Bünde–Osnabrück−Ibbenbüren (RE 60, RB 61) und Osnabrück−Lengerich im Übergang.
Nicht in den Westfalentarif einbezogen sind Bissendorf (Haltepunkt Wissingen) und Melle (Haltepunkte Westerhausen, Melle und Bruchmühlen). Fahrten ab Hasbergen und Hagen am Teutoburger Wald (Haltepunkt Natrup-Hagen) in Richtung Osnabrück sind ebenfalls nicht einbezogen. Nicht gültig in VOS-Verkehrsmitteln. Eine spätere Integration ist geplant.
2. Anwendung auf ein-/ausbrechenden Buslinien, nicht gültig in VOS-Verkehrsmitteln
- Stadtteil Neuenkirchen der Stadt Melle
- Bad Iburg
- Bad Laer
- Glandorf

3. Gültig auf der Bahnlinie „Haller Willem“ (RB 75) ab Osnabrück bzw. dem Haltepunkt Dissen – Bad Rothenfelde.
Besonderer Übergangstarif für Bahn und Busse der VOS im Netz „TeutoOWL“ für Georgsmarienhütte (Haltepunkte Oesede, Kloster Oesede) und Hilter (Haltepunkte Wellendorf, Hilter). Tickets aus den anderen WT-Netzen (Kennbuchstaben M, H, S, W) inklusive „Netz Westfalen“ sind in Georgsmarienhütte und Hilter sowie in Bussen der VOS in Dissen und Bad Rothenfelde nicht gültig. Einbeziehung in den Westfalentarif ist geplant.
4. Integration geplant, Westfalentarif nicht gültig
- Belm (außerhalb des VOS-Tarifgebiets Osnabrück/Belm)
- Ostercappeln
- Bad Essen
- Bohmte

#### Landkreis Diepholz
Anerkennung auf ein-/ausbrechenden Buslinien, nicht im Binnenverkehr
- Lemförde
- Stemshorn
- Quernheim
- Marl (Dümmer)
- Brockum

#### Landkreis Nienburg/Weser
Anerkennung auf ein-/ausbrechenden Buslinien, nicht im Binnenverkehr
- Warmsen
- Raddestorf
- Uchte
- Steyerberg
- Stolzenau
- Leese
- Rehburg-Loccum

#### Landkreis Schaumburg
- Rinteln Anerkennung auf ein-/ausbrechenden Bahn- und Buslinien, nicht im Binnenverkehr
- Ortsteil Cammer der Stadt Bückeburg Anerkennung auf ein-/ausbrechenden Buslinien

#### Landkreis Hameln-Pyrmont
- Bad Pyrmont Anerkennung auf ein-/ausbrechenden Buslinien, nicht im Binnenverkehr

#### Landkreis Holzminden
- Holzminden Anerkennung auf ein-/ausbrechenden Bahn- und Buslinien, nicht im Binnenverkehr

### Hessen

#### Landkreis Kassel
- Bad Karlshafen Anerkennung im ein- und ausbrechenden Bahn- und Busverkehr, nicht im Binnenverkehr
- Trendelburg Anerkennung im ein- und ausbrechenden Busverkehr, nicht im Binnenverkehr

#### Landkreis Waldeck-Frankenberg
- Volkmarsen einzelne Buslinien
- Diemelstadt einzelne Buslinien
- Bad Arolsen einzelne Buslinien
- Diemelsee einzelne Buslinien
- Lichtenfels einzelne Buslinien
- Willingen Anerkennung im Bus- und Bahnverkehr (Bahnhalte Willingen, Usseln), nicht im Binnenverkehr

#### Landkreis Marburg-Biedenkopf
- Biedenkopf einzelne Buslinien
- Breidenbach einzelne Buslinien

#### Lahn-Dill-Kreis
- Dietzhölztal einzelne Buslinien
- Haiger ein- und ausbrechende Bahn- und Buslinien, nicht im Binnenverkehr
- Dillenburg ein- und ausbrechende Bahn- und Buslinien, nicht im Binnenverkehr

### Rheinland-Pfalz

#### Westerwaldkreis
- Verbandsgemeinde Rennerod einzelne Buslinien
- Verbandsgemeinde Bad Marienberg (Westerwald) einzelne Buslinien

#### Landkreis Altenkirchen (Westerwald)
Anerkennung im ein- und ausbrechenden Bahn- und Busverkehr, nicht im Binnenverkehr
- Verbandsgemeinde Daaden-Herdorf
- ehemalige Verbandsgemeinde Betzdorf
- Verbandsgemeinde Wissen
- Verbandsgemeinde Kirchen (Sieg)

### Niederlande

#### Provinz Overijssel
- Enschede, nicht gültig in niederländischen Verkehrsmitteln (nur RB 51, RB 64, Taxibus T 88 und nur im Übergang)
- Overdinkel, nicht gültig in niederländischen Verkehrsmitteln (nur Taxibus T 5)

#### Provinz Gelderland
- Aalten, nicht gültig in niederländischen Verkehrsmitteln (nur Bus C 11 des Stadtbusses Bocholt)
- Dinxperlo, nicht gültig in niederländischen Verkehrsmitteln (nur Bus C 7 des Stadtbusses Bocholt)
- Winterswijk, nicht gültig in niederländischen Verkehrsmitteln (nur Bus R 71 und Taxibus T 10 und nur im Übergang)